# Карпов, Александр Дмитриевич
Александр Дмитриевич Карпов (1921—1996) — советский лётчик разведывательной авиации Военно-морского флота в годы Великой Отечественной войны, Герой Советского Союза (6.03.1945). Полковник-инженер (11.03.1972).

## Биография
Родился 29 августа 1921 года в Пятигорске, ныне Ставропольского края, в семье крестьянина. Русский. Окончил 7 классов школы и школу ФЗУ. Учился в аэроклубе.
В ВМФ СССР — с ноября 1940 года. Окончил Военно-морское авиационное училище имени И. В. Сталина в 1942 году (училище в то время было эвакуировано из Ейска в Моздок). После окончания ускоренного курса училища пришлось доучиваться в 8-й учебной авиационной эскадрилье ВВС Черноморского флота. Освоил истребители И-16, ЛаГГ-3, Як-1 и ленд-лизовский Р-40 «Киттихаук».
Участник Великой Отечественной войны с октября 1942 года. Весь фронтовой путь прошёл в составе 30-го отдельного разведывательного авиационного полка ВВС Черноморского флота, где был в военные годы лётчиком, командиром звена, штурманом эскадрильи, заместителем командира эскадрильи. Член ВКП(б)/КПСС с 1944 года. 
Принимал участие в оборонительном и наступательном этапах битвы за Кавказ, в Новороссийско-Таманской, Керченско-Эльтигенской десантной, Одесской, Крымской и Ясско-Кишинёвской наступательных операциях.
К концу августа 1944 года командир звена 30-го разведывательного авиационного полка ВВС Черноморского флота лейтенант Александр Карпов совершил 251 боевой вылет: 15 на прикрытие кораблей, 47 на прикрытие военно-морских баз и аэродромов, 179 на разведку сил и средств противника, 10 на штурмовку. В воздушных боях сбил 6 самолётов (в том числе 4 летающих лодки Dornier Do 24 и один «Гамбург-138» — абсолютный рекорд среди советских истребителей) по данным наградного листа, а по отчётным и оперативным документам полка число его побед было ещё больше — 3 личных и 5 в составе группы. По его разведывательным данным авиация Черноморского флота нанесла ряд успешных ударов по вражеским объектам. Кроме того, потопил в море 2 немецких катера, на аэродромах сжёг 1 самолёт и уничтожил 4 автомобиля.
Указом Президиума Верховного Совета СССР от 6 марта 1945 года «за образцовое выполнение заданий командования на фронте борьбы с немецко-фашистскими захватчиками и проявленные при этом отвагу и геройство» лейтенанту Карпову Александру Дмитриевичу присвоено звание Героя Советского Союза с вручением ордена Ленина и медали «Золотая Звезда» за номером 5889.
К Победе на счету А. Д. Карпова было около 300 боевых вылетов.
В числе выполняемых Александром Карповым боевых задач была и такая, как поиск в открытом море экипажей сбитых советских самолётов и наведение на них высланных для спасения лётчиков катеров. Им было спасено несколько лётчиков, в том числе его боевой друг и однополчанин командир звена 30 орап лейтенант Николай Крайний — спасён дважды. Причём во второй раз Карпов обнаружил высланный немцами для захвата Крайнего гидросамолёт и сбил его, поэтому подоспевшему катеру пришлось принять с воды на борт не только советского лётчика, но и немецкий экипаж — пятерых лётчиков. 
После войны продолжал службу в ВМФ СССР. Служил в том же полку, пока в сентябре 1948 года не был направлен на учёбу. В 1955 году окончил Ленинградскую военно-воздушную инженерную академию. С апреля 1955 года служил старшим научным сотрудником и ведущим инженером Института № 15 ВМФ, позднее в 30-м Научно-исследовательском институте авиационной и космической техники Министерства обороны СССР. С марта 1972 года полковник Карпов — в запасе. 
Жил в Ленинграде. Умер 13 января 1996 года, похоронен на Волковском кладбище в Санкт-Петербурге.

## Награды
- Герой Советского Союза (6.03.1945)
- Орден Ленина (6.03.1945)
- Три ордена Красного Знамени (3.10.1943, 20.03.1944, 13.05.1944)
- Орден Отечественной войны I степени (11.03.1985)
- Орден Красной Звезды (30.12.1956)
- Медаль «За боевые заслуги» (17.05.1951)
- Медаль «За оборону Кавказа» (1945)
- Ряд других медалей СССР

## Память
- Бюст Героя установлен на Аллее Героев в посёлке Новофёдоровка Сакского района (Крым).